# 纽约市媒体
紐約市媒體集團（英語： / 簡稱：）是美國紐約市政府的官方電台、電視、在線媒體網絡與廣播服務機構。該機構負責監管4個公共電視頻道、1個公共廣播電台和1個在線隨選視訊平台。紐約市媒體集團位於紐約市曼哈頓中央街1號曼哈頓市政大樓的25樓到29樓，同時集團還在帝國大廈、時報廣場的康泰納仕大廈以及佈魯克林區設有信號傳輸設施。
紐約市媒體集團是一個集合頻道運營、演播廳、發行和製作實體的整合機構。當紐約市媒體集團在2003年接手“人行橫道電視台（Crosswalks Television）”的時候，它的稱呼為“紐約市電視台（NYC TV）”；而當它獲得“WNYE-FM”和“WNYE-TV”的控制權後，它改為現名。
2009年底，紐約市媒體集團爆出貪污醜聞，因此導致大量高層管理辭職或離職。在此次醜聞後，紐約市媒體集團被從紐約市信息技術與電信部分拆出來，隨後與市長電影、戲劇與廣播辦公室合併為市長媒體與娛樂辦公室（Mayor's Office of Media and Entertainment）。

## 下轄媒體

### 電視台
紐約市媒體集團運營著4個電視頻道：紐約市生活頻道、紐約市政府頻道、紐約市交通頻道和紐約市世界頻道。
- 紐約市生活頻道（NYC life）是紐約市媒體集團的旗艦電視頻道，以WNYE-TV（英语：WNYE-TV）的25.1子頻道進行無線廣播。在紐約市本地有線電視平台上，阿爾蒂斯（英语：Altice USA）定為22頻道，而其他有線電視服務商則定為25頻道。
- 紐約市政府頻道（NYC gov）主要播出紐約市政府的市政會議及新聞發佈會，它同樣通過WNYE-TV的25.2子頻道進行無線廣播。而在紐約市本地大部分有線電視平台上，頻道號為74。

## 外部鏈接
- 官方网站